# Nigel Farage
Nigel Paul Farage (Londra, 3 aprile 1964) è un politico e conduttore televisivo britannico, leader e fondatore del Brexit Party (poi Reform UK) e già leader del Partito per l'Indipendenza del Regno Unito dal 2010 al 2016, ruolo che ha precedentemente ricoperto dal 2006 al 2009.
Europarlamentare dal 1999 al 2020, è stato anche co-presidente del gruppo europarlamentare Europa della Libertà e della Democrazia Diretta. Dal 3 giugno 2024 è tornato a essere il presidente del partito Reform UK, candidandosi e ottenendo un mandato da parlamentare alle elezioni nazionali del 4 luglio per il Collegio di Clacton.

## Biografia
Nigel Farage nacque in una famiglia benestante, figlio di Barbara Stevens e del broker Guy Justus Oscar Farage, che si allontanò dall'abitazione della moglie cinque anni dopo e che, secondo alcune voci, avrebbe sofferto di problemi di alcolismo. Secondo alcuni esperti, Nigel Farage deve il suo cognome al suo lontano antenato Georgius Ferauge, un uomo originario di Fumay immigrato a Swallowfield (villaggio del Berkshire) agli inizi del XVIII secolo e uno dei suoi bisnonni, Carl Schrod, era figlio di una coppia tedesca che nel XIX secolo si trasferì dalla Germania nel Regno Unito. Farage ha studiato al Dulwich College, dove si dimostrò un bravo studente e si distinse per la sua personalità, prima di entrare in una società londinese di brokeraggio di merci, presso la quale ha esercitato la propria attività di intermediazione dai primi anni novanta fino al 2002.
Farage è stato sposato due volte: ha sposato Gráinne Hayes nel 1988, con la quale ha avuto due figli (Samuel e Thomas), e nel 1999 ha sposato Kirsten Mehr, cittadina tedesca, dalla quale ha avuto altre due figlie, Victoria e Isabelle. Conobbe l'infermiera irlandese Gráinne Hayes dopo essere stato pericolosamente ferito alla gamba sinistra e alla testa in un investimento automobilistico il 25 novembre 1985 e l'anno successivo cominciò ad avvertire i primi sintomi di cancro ai testicoli, malattia dalla quale si riprese dopo aver subito un trattamento farmacologico per una diagnosi errata e la rimozione del testicolo sinistro. Nel corso di un'intervista del 2015, il politico britannico ha raccontato che i suoi figli erano vittime di bullismo motivato dalla sua carriera politica.
Nel maggio 2010 venne coinvolto in un incidente mentre viaggiava su un aereo da turismo che sventolava uno striscione elettorale del partito, al seguito del quale riportò delle lesioni facciali, la rottura di qualche costola e contusioni polmonari. Secondo il rapporto della AAIB, l'incidente fu causato da uno striscione che rimase impigliato nella deriva dell'aereo, causandone l'inevitabile caduta, sebbene il pilota riuscì a non perderne del tutto il controllo. Justin Adams, il pilota dell'aereo coinvolto, cominciò a soffrire di depressione dopo l'incidente, al quale attribuiva la perdita del lavoro e la fine del suo matrimonio, e nel 2011, prima del suo suicidio avvenuto nel 2013, venne condannato per aver espresso l'intenzione di uccidere un uomo impegnato nelle indagini e lo stesso Farage.
Farage ha scritto un libro di memorie intitolato Fighting Bull, che delinea la fondazione dell'UKIP e la sua vita privata e politica fino a quel momento. Pur non essendo, per sua stessa ammissione, una persona profondamente religiosa, Nigel Farage è ancora membro della Chiesa anglicana e si è espresso a difesa dei valori cristiani della società britannica. Farage viene inoltre descritto dai media britannici come un fumatore accanito e un amante della birra, il che fa ormai parte della sua immagine pubblica.

## Carriera politica

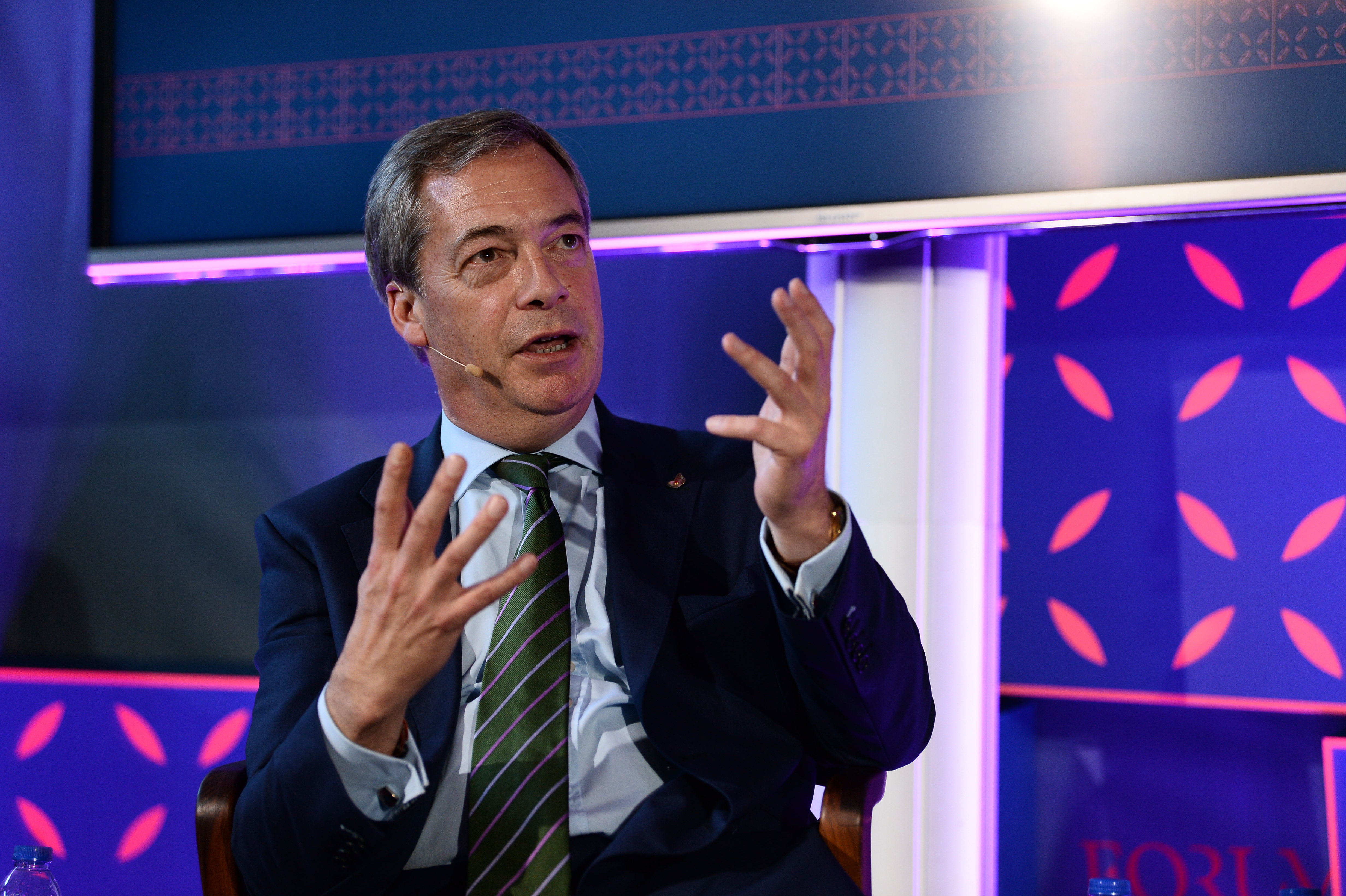
Nigel Farage al Web Summit 2017

Dopo aver abbandonato il partito Conservatore nel 1992 a causa della ratifica del trattato di Maastricht, è stato un membro fondatore dell'UKIP. Dopo aver condotto nel 1994 una campagna infruttuosa per le elezioni europee e per quelle del parlamento britannico, ottenne un seggio da europarlamentare per la circoscrizione Sud Est alle elezioni europee del 1999, il primo anno in cui fu utilizzato il sistema di lista regionale, e venne rieletto nelle successive elezioni nel 2004, nel 2009 e nel 2014.
Nel settembre 2006, Farage divenne il capo dell'UKIP e guidò il partito verso le elezioni europee del 2009, nelle quali esso si attestò al secondo posto del gradimento popolare, superando il partito Laburista di poco più di un migliaio di voti e i Liberal Democratici di quasi mezzo milione di voti. Tuttavia nel novembre 2009 Farage si dimise per tentare di insidiare, alle elezioni generali nel Regno Unito del 2010, il posto di Speaker (presidente) della Camera dei comuni occupato da John Bercow.
Alle elezioni generali del 2010 Farage perse contro Bercow per il collegio di Buckingham. Poco dopo l'apertura delle urne (6 maggio 2010), Farage rimase ferito in seguito ad un incidente aereo nel Northamptonshire; l'aereo biposto "PZL-104 Wilga 35A" stava esponendo uno striscione pro-UKIP quando si capovolse e si schiantò poco dopo il decollo. Sia Farage che il pilota vennero ricoverati in ospedale con ferite non gravi.
Nel novembre 2010, a seguito delle dimissioni del capo dell'UKIP, Lord Pearson of Rannoch, Nigel Farage ottenne la leadership, battendo gli sfidanti Tim Congdon e David Campbell Bannerman. Nell'ottobre 2009, venne classificato dal The Daily Telegraph alla 41º posizione tra i 100 più influenti politici britannici di destra. Farage fu inserito al 58º posto nella lista del 2010 compilata da Dale e Brivati per il giornale Telegraph. Alle elezioni generali del 2015 Farage si candidò nel collegio di South Thanet, arrivando secondo con il 32,4% dei voti, non riuscendo ad essere eletto.
Nel 2016 in un referendum, da lui fortemente richiesto, ottenne l'uscita del Regno Unito dall'Unione europea, dopo una campagna le cui tonalità populiste non rispecchiano integralmente il messaggio conservatore dell'UKIP: al culmine della popolarità, Farage annunciò allora le proprie dimissioni da leader del partito, per tornare a una vita privata.
Nel 2018 ha annunciato il suo ritorno sulla scena politica, abbandonando però l'UKIP e fondando il Brexit Party (poi rinominato Reform UK) l'anno seguente.
Il 16 maggio 2023, durante un'intervista alla BBC, Farage, avendo sempre sostenuto che la Brexit sarebbe stata un beneficio per il Regno Unito, ammise che «la Brexit è stata un fallimento», aggiungendo: «quello che penso è che non abbiamo effettivamente beneficiato economicamente della Brexit, cosa che avremmo potuto fare», incolpando il partito Conservatore, al potere dal 2010, di gestire molto male il paese.
Il 3 giugno 2024, rieletto presidente del partito Reform UK, annuncia ufficialmente la propria (ottava) candidatura al Parlamento di Westminster per le elezioni nazionali del 4 luglio 2024. Pur dicendosi certo che sarà il Labour Party a stravincere le elezioni, Farage afferma di voler scalzare il Partito Conservatore dal ruolo di guida dell'opposizione, asserendo che non esistano più differenze fra Tories e Labour, entrambi corresponsabili, secondo lui, del declino del Regno Unito. Farage verrà infine eletto deputato nel collegio di Clacton-on-Sea.

## Attività al Parlamento europeo

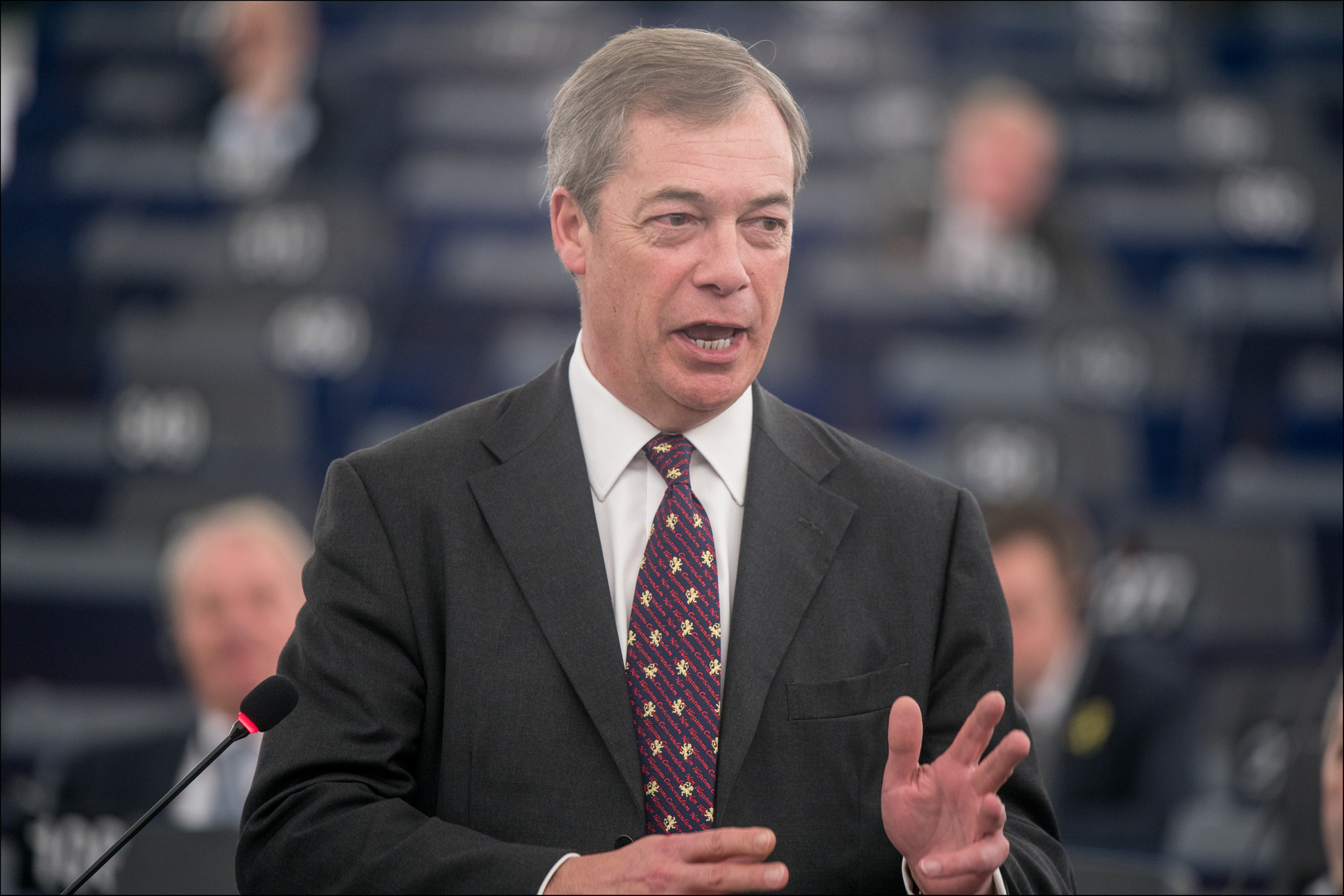
Nigel Farage nel dibattito sulla Brexit.

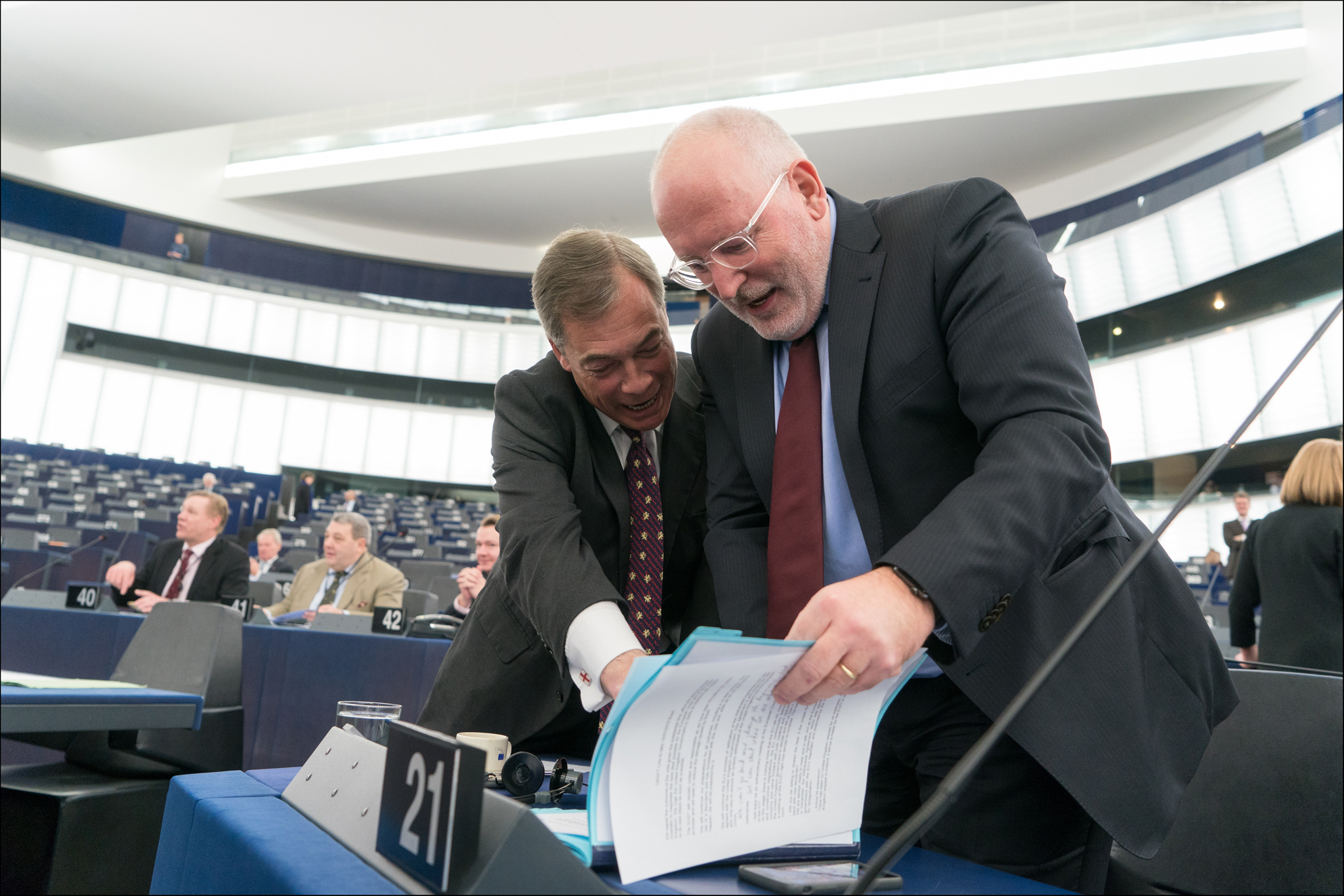
Nigel Farage e Frans Timmermans.

Il 16 novembre 2011 ha denunciato al Parlamento europeo ciò che ritiene essere il ribaltamento dei governi italiano e greco per instaurare governi fantoccio, accusando, tra gli altri, il presidente del Consiglio europeo Herman van Rompuy di non essere mai stato eletto per rappresentare 500 milioni di persone, affermando anche che il suo carisma è "Pari a quello di uno straccio bagnato!" ("damp rag").
Il 13 giugno 2012, in un intervento al Parlamento europeo, Nigel Farage ha duramente criticato la manovra di aiuti al sistema bancario spagnolo, definendo, tra le varie cose, il premier spagnolo Mariano Rajoy un incompetente. Ha concluso il proprio discorso affermando che “l'Euro Titanic ha ormai colpito l'iceberg” e che “non ci sono abbastanza scialuppe di salvataggio”.

## Posizioni controverse
Nel maggio 2009, il settimanale politico britannico The Observer ha riferito di una dichiarazione alla Foreign Press Association nella quale Farage affermava che, durante il suo mandato come membro del Parlamento europeo, ha ricevuto un totale di 2 milioni di sterline (quasi 2 milioni e mezzo di Euro) per lo staff, i viaggi e altre spese. In risposta all'articolo, Farage ha detto che, in futuro, tutti i membri dell'UKIP nel Parlamento Europeo avrebbero fornito dettagli mensili delle spese.
Il gruppo UKIP viene spesso accusato di avere posizioni razziste e xenofobe, nonostante il suo partito abbia spinto molto per l'espulsione dell'eurodeputato Mario Borghezio in seguito alle dichiarazioni razziste contro l'allora ministro del governo italiano Cécile Kyenge. Quando gli è stato chiesto quali capi politici godessero della sua ammirazione, Farage rispose "In qualità di politico, e non come essere umano, direi Putin... Non che io lo approvi politicamente".
Nel 2013, in un'intervista alla LBC Radio, Farage affermò che sarebbe "preoccupato" se un gruppo di rumeni abitasse vicino a casa sua. Quando il giornalista gli ha chiesto quale fosse la differenza tra un gruppo di rumeni e di tedeschi, nel caso venissero ad abitare vicino a casa sua, considerato che la moglie ed i figli di Farage sono tedeschi, Farage ha replicato: "Lei conosce bene la differenza". Più tardi ha spiegato, nel sito della UKIP: "Se fossimo in grado di promuovere leggi adeguate per gestire permessi di lavoro per i cittadini rumeni, con opportuni controlli, come raccomandato da UKIP, allora nessuno avrebbe più motivo di essere preoccupato se un gruppo di rumeni vivesse nelle sue vicinanze".

## Procedimenti giudiziari
Nel giugno 2014 è stata sollevata dalla commissione elettorale britannica la questione dei finanziamenti per circa 200.000 sterline ricevuti nell'arco di 14 anni dallo UKIP. Questi soldi sono stati registrati a Bruxelles ma non come finanziamenti elettorali in Gran Bretagna, pertanto la commissione elettorale britannica si è riservata di decidere se agire contro Farage e lo UKIP dopo avere acquisito ulteriori documenti da Bruxelles.